# Тенеш До
Тенеш До (алб. Teneshdoll) је насељено место у граду Приштини, на Косову и Метохији. Према попису из 2024. у насељу је живело 343 становника.

## Становништво
Према попису из 2011. године, Тенеш До има следећи етнички састав становништва:
| Националност | 2011.        |
| Албанци      | 359 (100.0%) |
| Укупно       | 359          |

| Демографија | Демографија | Демографија |
| Година      | Становника  | Становника  |
| ----------- | ----------- | ----------- |
| 1948.       | 160         |             |
| 1953.       | 165         |             |
| 1961.       | 174         |             |
| 1971.       | 188         |             |
| 1981.       | 258         |             |
| 1991.       | 275         |             |
| 2011.       | 359         |             |